# Agata Truhelka
Agata Truhelka (Sarajevo, 7. rujna 1890. – Zagreb, 5. travnja 1980.) bila je hrvatska i bosanskohercegovačka pjesnikinja i spisateljica za djecu. Surađivala je u listovima i časopisima Hrvatski planinar (1936.), Časopis za hrvatsku povijest I (1943.), Vienac (1944.).

## Djela
- Jagode (1944.)
- Đurđica i Srebrenko (1945.)
- Cvijeće (1959.)[2]

## Vanjske poveznice
- Začetnici moderne hrvatske književnosti za djecu